# Parlamentswahl in Griechenland Mai 2012
- KKE: 26
- SYRIZA: 52
- DIMAR: 19
- PASOK: 41
- ND: 108
- ANEL: 33
- XA: 21

Die Parlamentswahl in Griechenland Mai 2012 fand am 6. Mai 2012 statt. Es handelte sich um eine vorgezogene Neuwahl, die bereits etwa zweieinhalb Jahre nach der Wahl vom Oktober 2009 erforderlich wurde, weil der griechische Staatspräsident Karolos Papoulias auf Vorschlag des Ministerpräsidenten Loukas Papadimos am 11. April 2012 das griechische Parlament auflöste.
Die beiden großen Volksparteien Nea Dimokratia (ND) und die sozialdemokratische Panellinio Sosialistiko Kinima (PASOK) erlitten starke Stimmenverluste und erreichten nicht einmal mehr gemeinsam eine Regierungsmehrheit (zuvor hatte stets eine der beiden Parteien alleine eine absolute Mehrheit erreicht). Erstmals zog die neonazistische und rassistische Chrysi Avgi ins Parlament ein, ebenso die rechtspopulistischen Anexartiti Ellines und die linke Dimokratiki Aristera. Die Koalition der Radikalen Linken (SYRIZA) wurde überraschend zweitstärkste Kraft. Internationale Pressestimmen fürchteten, dass das Land unregierbar werde.
Die Führer der drei größten Parteien scheiterten nacheinander mit dem Versuch, eine Regierung zu bilden. Die Neuwahlen fanden am 17. Juni 2012 statt.

## Vorgeschichte
Die vorgezogenen Neuwahlen waren eine Folge der Erschütterungen Griechenlands durch die griechische Finanzkrise. Die sozialdemokratische PASOK hatte zwar bei der Wahl 2009 die absolute Mehrheit erhalten, die von ihr getragene Regierung von Ministerpräsident Papandreou verlor jedoch aufgrund der zur Bewältigung der Krise eingeleiteten Sparmaßnahmen und Steuererhöhungen sowie der wirtschaftlichen Rezession alsbald an Popularität und hatte zunehmend Schwierigkeiten, im Parlament den für weitere drastische Maßnahmen erforderlichen Rückhalt zu erhalten, zumal sich die Oppositionspartei Nea Dimokratia (ND) unter Andonis Samaras jeder Zusammenarbeit verweigerte, bis Papandreou im November 2011 zurücktrat. Die von dem parteilosen Ministerpräsidenten Loukas Papadimos geführte Übergangsregierung wurde von den beiden großen Parteien sowie zeitweise von der rechtspopulistischen LAOS mit der Zielsetzung unterstützt, die EU-Beschlüsse vom 26. Oktober 2011 über einen Schuldenschnitt und dessen Voraussetzungen umzusetzen (Der Schuldenschnitt fand dann später tatsächlich statt). Die ND machte die Durchführung von Neuwahlen dabei zur Bedingung für ihre Unterstützung.

## Wahlsystem
Gewählt wurden 300 Abgeordnete.
Die Wahl erfolgte nach einem im Wesentlichen von der Verhältniswahl geprägten Wahlsystem. 288 der 300 Sitze wurden in 56 Wahlkreisen gewählt, wobei die je Wahlkreis vergebene Anzahl der Mandate je nach Bevölkerungszahl in den einzelnen Wahlkreisen unterschiedlich ist; so entfallen auf den größten Wahlkreis Athen-B mit 1,4 Millionen Wahlberechtigten 42 Sitze. Die Wahl erfolgt über Parteilisten. Die Wähler konnten innerhalb der Wahlkreisliste der von ihnen gewählten Partei die von ihnen bevorzugten Kandidaten ankreuzen. In acht kleinen Wahlkreisen wurde nur je ein Mandat vergeben; dieses erhielt der Kandidat mit den meisten Stimmen, sodass das Wahlsystem auch Elemente der Mehrheitswahl enthielt. Zwölf Mandate wurden aufgrund einer landesweiten Liste nach reiner Verhältniswahl vergeben.
Eine Partei musste eine Sperrklausel von 3 Prozent überwinden, um in das Parlament einziehen zu können. Die Sitzverteilung erfolgte in der Weise, dass die Partei oder das Wahlbündnis, auf das die meisten Stimmen entfielen, 50 Sitze als Bonus erhielt. Nur Parteien und keine Sammelbündnisse können von diesem Recht profitieren. Die übrigen Sitze wurden proportional unter allen Parteien verteilt, die die Sperrklausel von 3 Prozent überwunden haben. Hierdurch werden größere Parteien bevorzugt und die Bildung regierungsfähiger Mehrheiten wird begünstigt.
Wahlberechtigt waren alle griechischen Bürger ab dem vollendeten 18. Lebensjahr, insgesamt 9,85 Millionen Wähler. In Griechenland besteht Wahlpflicht; deren Verletzung wird jedoch nicht sanktioniert.

## Parteien
Zur Parlamentswahl 2012 hatten 36 Parteien, Wahlbündnisse und Wahlvorschläge ihre Kandidatur angemeldet; 32 davon hat der Oberste Gerichtshof Areopag zur Wahl zugelassen.
Die bisher im Parlament vertretenen Parteien:
| Parlamentsparteien | Parlamentsparteien | Parlamentsparteien | Parlamentsparteien | Parlamentsparteien    | Parlamentsparteien    |
| Logo               | Logo               | Name | Ausrichtung        | Spitzenkandidat       | Spitzenkandidat       |
| ------------------ | ------------------ | --- | ------------------ | --------------------- | --------------------- |
|                    | Logo der ND        | Nea Dimokratia (ND) Νέα Δημοκρατία (ΝΔ) Neue Demokratie                                                                      | konservativ        | Andonis Samaras       | Andonis Samaras       |
|                    | Logo der PASOK     | Panellinio Sosialistiko Kinima (PASOK) Πανελλήνιο Σοσιαλιστικό Κίνημα (ΠΑΣΟΚ) Panhellenische Sozialistische Bewegung         | sozialdemokratisch | Evangelos Venizelos   | Evangelos Venizelos   |
|                    | Logo der KKE       | Kommounistiko Komma Elladas (KKE) Κομμουνιστικό Κόμμα Ελλάδας (KKE) Kommunistische Partei Griechenlands                      | kommunistisch      | Aleka Papariga        | Aleka Papariga        |
|                    |                    | Laikos Orthodoxos Synagermos (LAOS) Λαϊκός Ορθόδοξος Συναγερμός (ΛΑΟΣ) Völkischer Orthodoxer Alarm                           | nationalistisch    | Georgios Karatzaferis | Georgios Karatzaferis |
|                    | Logo der SYRIZA    | Synaspismos Rizospastikis Aristeras (SYRIZA) Συνασπισμός της Ριζοσπαστικής Αριστεράς (ΣΥΡΙΖΑ) Koalition der Radikalen Linken | linkssozialistisch | Alexis Tsipras        | Alexis Tsipras        |

## Meinungsumfragen vor der Wahl
Bereits die Meinungsfragen vor der Wahl ließen eine starke Veränderung und Zersplitterung der seit 1974 von den beiden großen Parteien Nea Dimokratia und PASOK dominierten Parteienlandschaft erwarten. Die PASOK, die 2009 44 Prozent der Stimmen erhalten hatte, sank in den Umfragewerten auf 14,5 bis 15,4 Prozent ab. Die ND war mit 19 bis 24 Prozent laut Umfragen zwar stärkste Partei, aber, obwohl das griechische Wahlrecht die stärkste Partei bevorzugt, weit von einer möglichen absoluten Mehrheit entfernt. Etwa neun kleineren Parteien wurde der Sprung über die Drei-Prozent-Hürde zugetraut, darunter der kommunistische KKE, der Linkspartei SYRIZA, der rechtspopulistischen LAOS, der Dimokratiki Symmachia, den Grünen, den neugegründeten Unabhängigen Griechen (ANEL), der ND-Abspaltung DISY, der rechtsextremen, neonazistischen Chrysi Avgi und der aus Absplitterungen entstandenen Partei Dimokratiki Aristera.
Die PASOK sammelte sich vor der Wahl hinter ihrem neuen Vorsitzenden Evangelos Venizelos. Der ND-Vorsitzende Samaras wies trotz der geringen Aussicht auf eine absolute Mehrheit den Gedanken an eine Koalition der beiden großen Parteien, die in Umfragen von einer großen Mehrheit (65,7 Prozent) befürwortet wurde, weit von sich und kündigte an, notfalls müsse ein weiterer Wahlgang folgen.

## Wahlergebnis

Gewinner nach Präfekturen:
Nea Dimokratia
Synaspismos Rizospastikis Aristeras
Panellinio Sosialistiko Kinima
Kommunistische Partei Griechenlands

| Listen                   | Listen                                                            | Stimmen   | %    | +/-   | Mandate | +/-  |
| ------------------------ | ----------------------------------------------------------------- | --------- | ---- | ----- | ------- | ---- |
|                          | Nea Dimokratia (ND)                                               | 1.192.103 | 18,9 | −14,6 | 108     | +17  |
|                          | Synaspismos Rizospastikis Aristeras (SYRIZA)                      | 1.061.928 | 16,8 | +12,2 | 52      | +39  |
|                          | Panellinio Sosialistiko Kinima (PASOK)                            | 833.452   | 13,2 | −30,7 | 41      | −119 |
|                          | Anexartiti Ellines (ANEL)                                         | 671.324   | 10,6 | +10,6 | 33      | +33  |
|                          | Kommounistiko Komma Elladas (KKE)                                 | 536.105   | 8,5  | +0,9  | 26      | +5   |
|                          | Chrysi Avgi (XA)                                                  | 440.966   | 7,0  | +6,7  | 21      | +21  |
|                          | Dimokratiki Aristera (DIMAR)                                      | 386.394   | 6,1  | +6,1  | 19      | +19  |
|                          | Ikologi Prasini                                                   | 185.485   | 2,9  | +0,4  | –       | ±0   |
|                          | Laikos Orthodoxos Synagermos (LAOS)                               | 182.925   | 2,9  | −2,7  | –       | −15  |
|                          | Dimokratiki Symmachia (DISY)                                      | 161.550   | 2,6  | Neu   | –       | Neu  |
|                          | Dimiourgia, xana! (DX)                                            | 135.960   | 2,1  | Neu   | –       | Neu  |
|                          | Drasi – Fileleftheri Symmachia (DRASI-FS)                         | 114.066   | 1,8  | Neu   | –       | Neu  |
|                          | Antikapitalistiki Aristeri Synergasia gia tin Anatropi (ANTARSYA) | 75.416    | 1,2  | +0,8  | –       | ±0   |
|                          | Kinoniki Symfonia (KOISY)                                         | 60.552    | 1,0  | Neu   | –       | Neu  |
|                          | OCHI (Dimokratiki Anagennisi – EPAM)                              | 58.170    | 0,9  | Neu   | –       | Neu  |
|                          | Kinima Den Plirono                                                | 55.590    | 0,9  | Neu   | –       | Neu  |
|                          | Enosi Kendroon (EK)                                               | 38.313    | 0,6  | +0,3  | –       | ±0   |
|                          | Syndesmos Ethnikis Enotitas (SEE)                                 | 38.286    | 0,6  | Neu   | –       | Neu  |
|                          | Komma Piraton Elladas (KPE)                                       | 32.519    | 0,5  | Neu   | –       | Neu  |
|                          | Kinonia – Politiki Parataxi Synechiston tou Kapodistria           | 28.514    | 0,5  | +0,3  | –       | ±0   |
|                          | KKE (m-l) – Μ-L ΚΚΕ                                               | 16.010    | 0,3  | +0,1  | –       | ±0   |
|                          | Ergatiko Epanastatiko Komma (EEK)                                 | 6.074     | 0,1  | ±0,0  | –       | ±0   |
|                          | Komma Fileleftheron                                               | 3.618     | 0,1  | ±0,0  | –       | ±0   |
|                          | Organosi gia tin Anasynkrotisi tou KKE (OAKKE)                    | 2.565     | 0,0  | ±0,0  | –       | ±0   |
|                          | Organosi Kommouniston Diethniston Elladas (ΟKDΕ)                  | 1.783     | 0,0  | Neu   | –       | Neu  |
|                          | Axioprepia                                                        | 799       | 0,0  | Neu   | –       | Neu  |
|                          | Kinima Ethnikis Andistasis (KEAN)                                 | 335       | 0,0  | Neu   | –       | Neu  |
|                          | PAEKE                                                             | 302       | 0,0  | ±0,0  | –       | ±0   |
|                          | Panathinaiko Kinima (PANKI)                                       | 18        | 0,0  | Neu   | –       | Neu  |
|                          | Perferiaki Astiki Anaptyxi (PAA)                                  | 3         | 0,0  | Neu   | –       | Neu  |
|                          | Ellines Ikologi                                                   | 3         | 0,0  | −0,3  | –       | ±0   |
|                          | Unabhängige                                                       | 3.088     | 0,0  | Neu   | –       | Neu  |
| Gesamt                   | Gesamt                                                            | 6.324.136 | 100  |       | 300     | –    |
|                          |                                                                   |           |      |       |         |      |
| Leere Stimmzettel        | Leere Stimmzettel                                                 | 37.913    | 0,6  | ±0    |         |      |
| Ungültige Stimmzettel    | Ungültige Stimmzettel                                             | 114.769   | 1,8  | –0,3  |         |      |
| Wähler                   | Wähler                                                            | 6.476.818 | 65,1 | –5,8  |         |      |
| Wahlberechtigte          | Wahlberechtigte                                                   | 9.945.859 |      |       |         |      |
|                          |                                                                   |           |      |       |         |      |
| Quelle: Innenministerium |                                                                   |           |      |       |         |      |

## Regierungsbildung
Die griechische Verfassung schreibt in Artikel 37 vor, dass der Vorsitzende der stärksten Partei vom Präsidenten der Republik den Auftrag zur Regierungsbildung erhält. Kommt keine mehrheitsfähige Regierung zustande, so erhält der Vorsitzende der zweitstärksten Partei das Mandat zur Regierungsbildung. Scheitert auch dieser Versuch geht das Mandat an den Vorsitzenden der drittstärksten Partei. Jeder Sondierungsauftrag gilt für drei Tage. Sollten alle drei Sondierungsaufträge scheitern, so müssen bis zum 17. Juni 2012 Neuwahlen durchgeführt werden.
Schon die ersten Hochrechnungen deuteten an, dass aufgrund der sich abzeichnenden Mehrheitsverhältnisse eine Regierungsbildung schwierig werden könnte; das endgültige Wahlergebnis bestätigte dies. Andonis Samaras, Parteivorsitzender der Nea Dimokratia, erhielt am nächsten Tag von Staatspräsident Karolos Papoulias den Auftrag zur Regierungsbildung. Samaras verkündete schon nach wenigen Stunden, dass eine Regierungsbildung unmöglich sei, und gab das Mandat zurück.
Am 8. Mai erhielt der Vorsitzende des zweitplatzierten linksradikalen Parteienbündnisses SYRIZA, Alexis Tsipras, das Mandat zur Regierungsbildung. Er nutzte diesen Auftrag medienwirksam; so teilte er den Führern der EU schriftlich mit, das griechische Volk habe mit der Wahl die Zusagen von Sparmaßnahmen für null und nichtig erklärt. Da er keine Partner für eine Koalition finden konnte, die eine Abkehr von der Austeritätspolitik vollziehen sollte, gab er das Mandat am 9. Mai wieder zurück. Danach erhielt der Vorsitzende der drittstärksten Partei PASOK, Evangelos Venizelos, den Auftrag zur Regierungsbildung. Für kurze Zeit schien eine Koalitionsregierung mit der Demokratischen Linken und der Nea Dimokratia möglich. Doch die Demokratische Linke unter ihrem Vorsitzenden Fotis Kouvelis machte zur Bedingung, dass das linksradikale Bündnis SYRIZA in die Koalitionsregierung mit eingebunden werden sollte, was das Bündnis ablehnte. Damit war der letzte Sondierungsauftrag ebenfalls gescheitert. Nachdem es Staatspräsident Papoulias in Gesprächen mit allen Parteiführern am 13. und 14. Mai nicht gelungen war, die Parteien zur Bildung einer mehrheitsfähigen Regierung zu bewegen, regte er eine aus parteiunabhängigen Fachleuten gebildete „Expertenregierung“ an, was jedoch ebenfalls verworfen wurde. Nach Artikel 37 Abs. 3 der griechischen Verfassung musste der Staatspräsident daher einen der obersten Richter als Ministerpräsidenten einer Übergangsregierung – er entschied sich für Panagiotis Pikrammenos – für die Durchführung erneuter Wahlen ernennen.